# Conoesucus brontensis
Conoesucus brontensis är en nattsländeart som beskrevs av Arturs Neboiss 1977. Conoesucus brontensis ingår i släktet Conoesucus och familjen Conoesucidae. Inga underarter finns listade i Catalogue of Life.